# 白采爾克瓦 (外喀爾巴阡州)

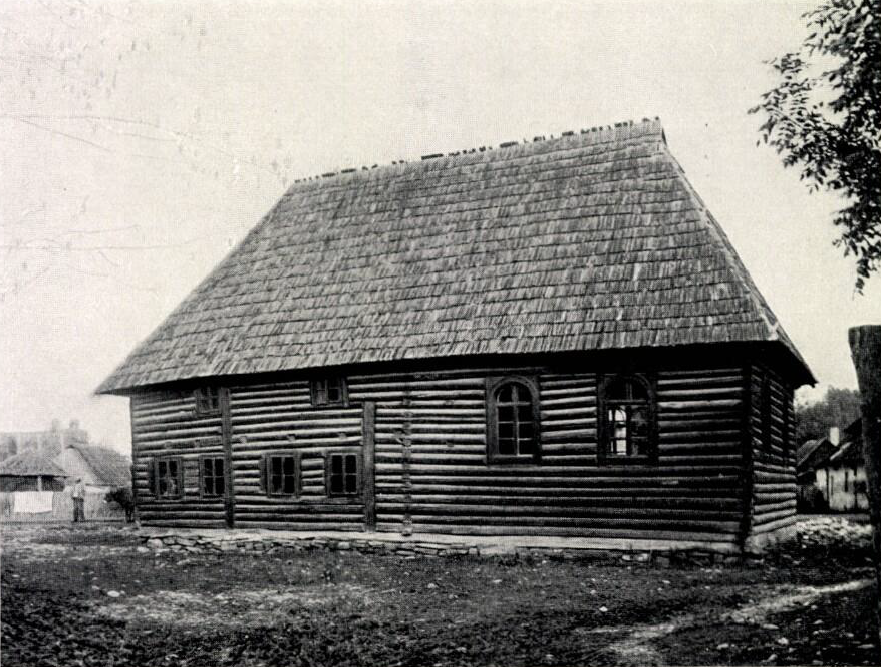
1929年时的犹太会堂

白采爾克瓦（羅馬化：Bila Tserkva，直译：“白教堂”）是烏克蘭西部外喀爾巴阡州佳奇夫区索洛特维诺市镇内的村庄。面積1.11平方公里，海拔高度281米，2001年人口3,024，人口密度每平方公里2,720人。